# 胡苏姆 (下萨克森州)
胡苏姆（德語：Husum，發音：[ˈhuːzʊm] ⓘ）是德国下萨克森州威悉河畔宁堡县的市镇，面积40.01平方千米，2023年12月31日人口为2,342人。

## 历史
1250年的一份文獻首次提及當地。1774年，胡蘇姆的大部分地区毀於一场大火，一座建于1250年的教堂也在此次大火中被毀。1974年3月1日，多個市镇併入胡蘇姆。